# سكوت ماكبرايد
سكوت ماكبرايد (بالإنجليزية: Scott McBride)‏ هو لاعب كرة قدم بريطاني في مركز الوسط، ولد في 19 سبتمبر 1989 في كيركالدي في المملكة المتحدة. لعب مع دونفرملين أثلتيك وريث روفرز ونادي ألبيون روفرز ونادي اربوراث ونادي إيست فيف ونادي كاودينبيث.

## وصلات خارجية
- سكوت ماكبرايد على موقع قاعدة بيانات كرة القدم.إي يو (الإنجليزية)
- سكوت ماكبرايد على موقع Soccerbase.com (لاعب) (الإنجليزية)
- سكوت ماكبرايد على موقع Soccerway.com (الإنجليزية)